# Carlos Fonseca (Fußballspieler)
Carlos Manuel Costa Fernandes Fonseca, genannt Carlos Fonseca (* 23. August 1987 in São Martinho de Galegos) ist ein momentan vereinsloser portugiesischer Fußballspieler. 

## Karriere
Nach einigen Jahren in unteren portugiesischen Ligen wechselte er 2013 über den CD Feirense zum bulgarischen Erstligisten FC Tschernomorez Burgas. Von dort ging er ein Jahr später zum Ligarivalen Slawia Sofia. Von dort wurde Fonseca im Sommer 2015 für sechs Monate an den kasachischen Verein Irtysch Pawlodar verliehen und anschließend fest verpflichtet. Im Sommer 2020 folgte dann der Wechsel zu Tobyl Qostanai, wo er in der folgenden Spielzeit die nationale Meisterschaft sowie den Superpokal feiern konnte. Nach diesen Erfolgen ging Fonseca weiter zum FK Qysyl-Schar SK und seit dem Sommer 2022 ist der Mittelfeldspieler vereinslos. 

## Erfolge
- Kasachischer Meister: 2021
- Kasachischer Superpokal: 2021